# 虎尾線
虎尾線是規劃中由臺灣鐵路公司經營之客運支線。從臺灣鐵路縱貫線斗南車站分歧，連接高鐵雲林站的連絡線。目前視嘉義糖鐵狀況，無限期延期中。

## 沿革
2017年4月14日，時任中華民國總統蔡英文到雲林縣參訪虎尾糖廠，親自搭乘臺灣糖業鐵路五分車體驗，當時規劃短期計畫經費新臺幣10億元，讓虎尾糖鐵復駛並連接高鐵雲林站，中期計畫經費新臺幣50億元，以興建臺鐵支線連接臺鐵斗南站及高鐵雲林站。

## 路線資料
- 經營管轄：臺灣鐵路公司
- 路線距離：斗南＝高鐵雲林站（暫稱）
- 軌距：1067 毫米
- 車站數：未定（含起訖車站）
- 雙線區間：未定
- 電化區間：未定

## 現況
2021年4月，有民眾發現交通部鐵道局官網更新後，雲林的虎尾糖鐵連接高鐵規劃案已消失在官網。對此鐵道局回應，雲嘉二縣均已撥800萬元補助地方政府辦理規劃，雲林案已完成評估規畫，所以將先此案撤下官網。因雲林計畫報告中，財務不具自償性，經濟部認為台糖無法編列預算進行此項建設，建議縣府再向中央爭取其他補助經費，尋求新的預算來源。相較於嘉義縣的蒜頭糖鐵案因僅延駛一小段，經國發會協調台糖先行試辦，雲林部分由於經費較高、鐵道長度較長，將參考嘉義的後續狀況，再行辦理。